# 색소 레이저

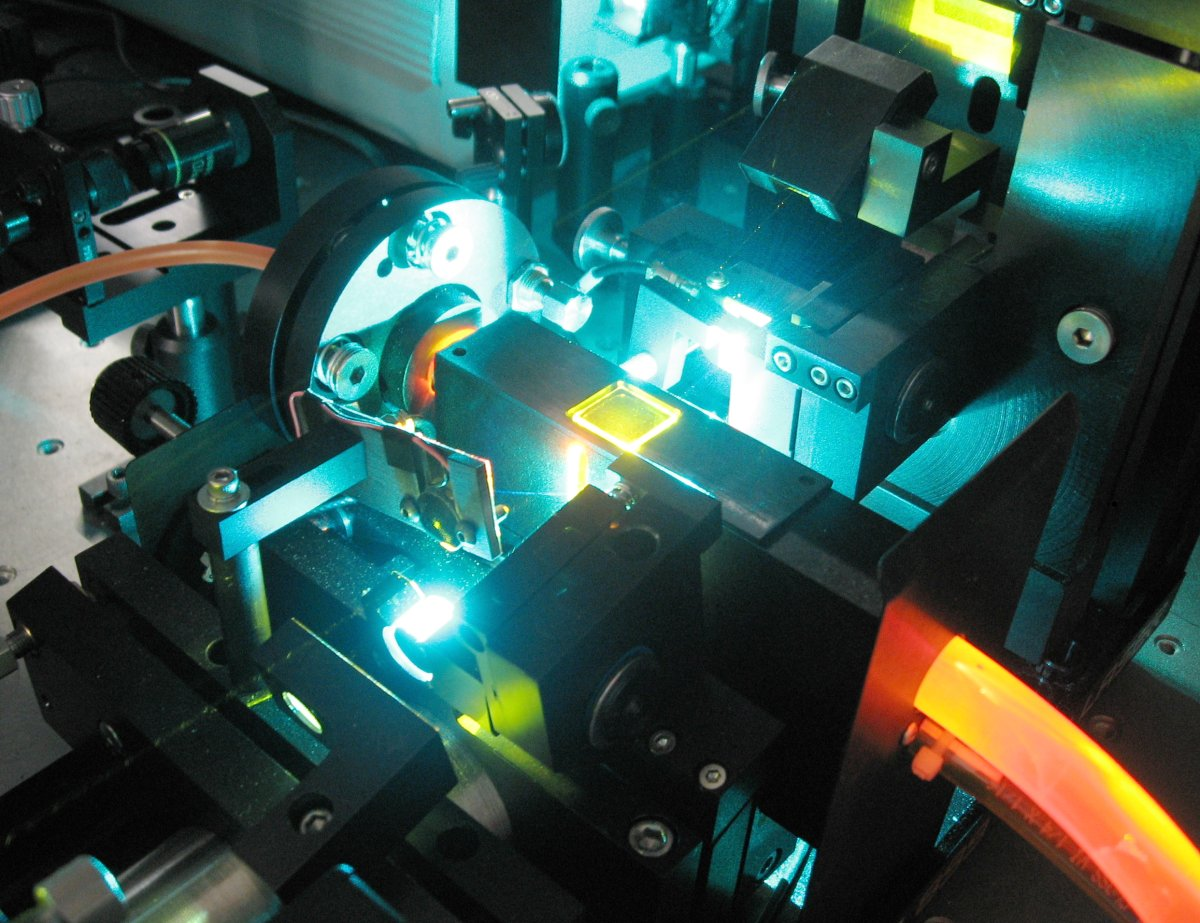
580nm(노란색)에서 방출되는 로다민 6G 기반 탁상용 CW 색소 레이저의 근접 촬영이다. 방출된 레이저 빔은 노란색 창(중앙)과 노란색 광학 장치(오른쪽 위) 사이에 희미한 노란색 선으로 표시되며, 여기에서 이미지를 가로질러 보이지 않는 거울로 반사되고 왼쪽 아래 모서리에서 염료 제트로 다시 돌아온다. 주황색 염료 용액은 왼쪽에서 레이저로 들어가 오른쪽으로 나가며 여전히 삼중항 인광으로 빛나고 아르곤 레이저에서 나오는 514nm(청록색) 빔에 의해 펌핑된다. 노란색 창 아래에서 펌프 레이저가 염료 제트로 들어가는 것을 볼 수 있다.

색소 레이저, 염료 레이저, 다이 레이저(dye laser)는 일반적으로 액체 용액으로 유기 염료를 레이저 매질로 사용하는 레이저이다. 가스 및 대부분의 고체 레이저 매질과 비교하여 염료는 일반적으로 훨씬 더 넓은 범위의 파장에 사용할 수 있으며 종종 50~100나노미터 이상에 걸쳐 있다. 대역폭이 넓기 때문에 파장 가변 레이저와 펄스 레이저에 특히 적합하다. 예를 들어 염료 로다민 6G는 635nm(주황색-빨간색)에서 560nm(녹색-노란색)까지 조정될 수 있으며 16펨토초만큼 짧은 펄스를 생성할 수 있다. 더욱이, 동일한 레이저로 근적외선에서 근자외선에 이르기까지 훨씬 더 넓은 범위의 파장을 생성하기 위해 염료를 다른 유형으로 대체할 수 있다. 하지만 이를 위해서는 일반적으로 레이저의 다른 광학 부품도 교체해야 한다. 유전체 거울이나 펌프 레이저와 같은 것이다.
색소 레이저는 1966년 P. P. 소로킨과 F. P. 셰퍼(및 동료)에 의해 독립적으로 발견되었다.
일반적인 액체 상태 외에도 색소 레이저는 SSDL(고체 색소 레이저)로도 사용할 수 있다. 이러한 SSDL 레이저는 염료 도핑된 유기 매트릭스를 이득 매질로 사용한다.